# 6e cérémonie des Indiana Film Journalists Association Awards
La 6e cérémonie des Indiana Film Journalists Association Awards (IFJA Awards), décernés par l'Indiana Film Journalists Association a récompensé les films réalisés dans l'année.

## Palmarès

### Meilleur film
- Boyhood
  - La Planète des singes : L'Affrontement (Dawn of the Planet of the Apes)

### Meilleur réalisateur
- Richard Linklater pour Boyhood

### Meilleur acteur
- Ralph Fiennes pour The Grand Budapest Hotel

### Meilleure actrice
- Reese Witherspoon pour Wild

### Meilleur acteur dans un second rôle
- J.K. Simmons pour Whiplash

### Meilleure actrice dans un second rôle
- Jessica Chastain pour A Most Violent Year

### Meilleur scénario original
- The Grand Budapest Hotel – Wes Anderson

### Meilleur scénario adapté
- Whiplash – Damien Chazelle

### Meilleure musique de film
- Under the Skin – Mica Levi

### Meilleur film étranger
- Deux jours, une nuit  Belgique

### Meilleur film d'animation
- La Grande Aventure Lego (The Lego Movie)

### Meilleures performances de capture vocale / de mouvement
- La Planète des singes : L'Affrontement (Dawn of the Planet of the Apes) – Andy Serkis

### Meilleur film documentaire
- Life Itself

### Original Vision Award
- Boyhood

### The Hoosier Award
- Eric Grayson, film historian and preservationist